# Catephia eurymelas
Catephia eurymelas är en fjärilsart som beskrevs av George Francis Hampson 1916. Catephia eurymelas ingår i släktet Catephia och familjen nattflyn. Inga underarter finns listade i Catalogue of Life.